# Ilyushin Il-4
O Ilyushin Il-4 (Cirílico Ильюшин Ил-4, NATO: "Bob"))) foi um bombardeiro da União Soviética durante a  II Guerra Mundial, amplamente utilizado pela Força Aérea Soviética (VVS, Voenno-Vozdushnye Sily).

## Desenvolvimento
Em 1938, a companhia Ilyushin redesenhadou o Ilyushin DB-3 para facilitar a produção e melhorar o seu desempenho, a versão melhorada recebeu a designação DB-3F (Forsirovannyi ou "melhorado"). A  estrutura interna da aeronave, particularmente as asas, foram amplamente alterada, eliminando a necessidade de acabamentos manuais na estrutura, e com a introdução da liga Duralumínio, substituindo o uso, em grande escala, do aço na versão anterior. O sistema de combustível foi redesenhado, aumentando a sua capacidade interna, reduzindo o número de tanques de combustível. O nariz da fuselagem foi alongado para dar mais espaço para o piloto/artilheiro, reduzindo o arrasto. O protótipo DB-3F, alimentado pelo mesmos motores Tumansky M-87.B. 949 hp do DB-3M, foi testado por Vladimir Kokkinaki no seu voo inaugural em 21 de Maio de 1939. Ele passou com êxito através de testes de aceitação e entrou em produção em Janeiro de 1940, com os 1100 hp dos novos motores Tumansky M-88, que rapidamente substituíram os anteriores M-87. O DB-3F foi redesignado como Il-4, em Março de 1942. Algumas séries produzidas tinham madeira nas pontas das asas e na frente da fuselagem para poupar metais na sua construção, e durante o processo de produção, motores e tanques de combustível foram melhorados para aumentar o desempenho de voo, mantendo o mesmo alcance. No entanto, a mudança mais notável foi a adição de maiores armas defensivas nas torretas, passando a usar metralhadoras UBT de 12,7 mm (0,5 pol) no lugar da anterior 7.62 mm (0.3 ). Além disso, verificou-se que os artilheiros eram atacados primeiro, para contrariar isto foram colocadas na torreta, em volta do artilheiro, blocos de armadura.

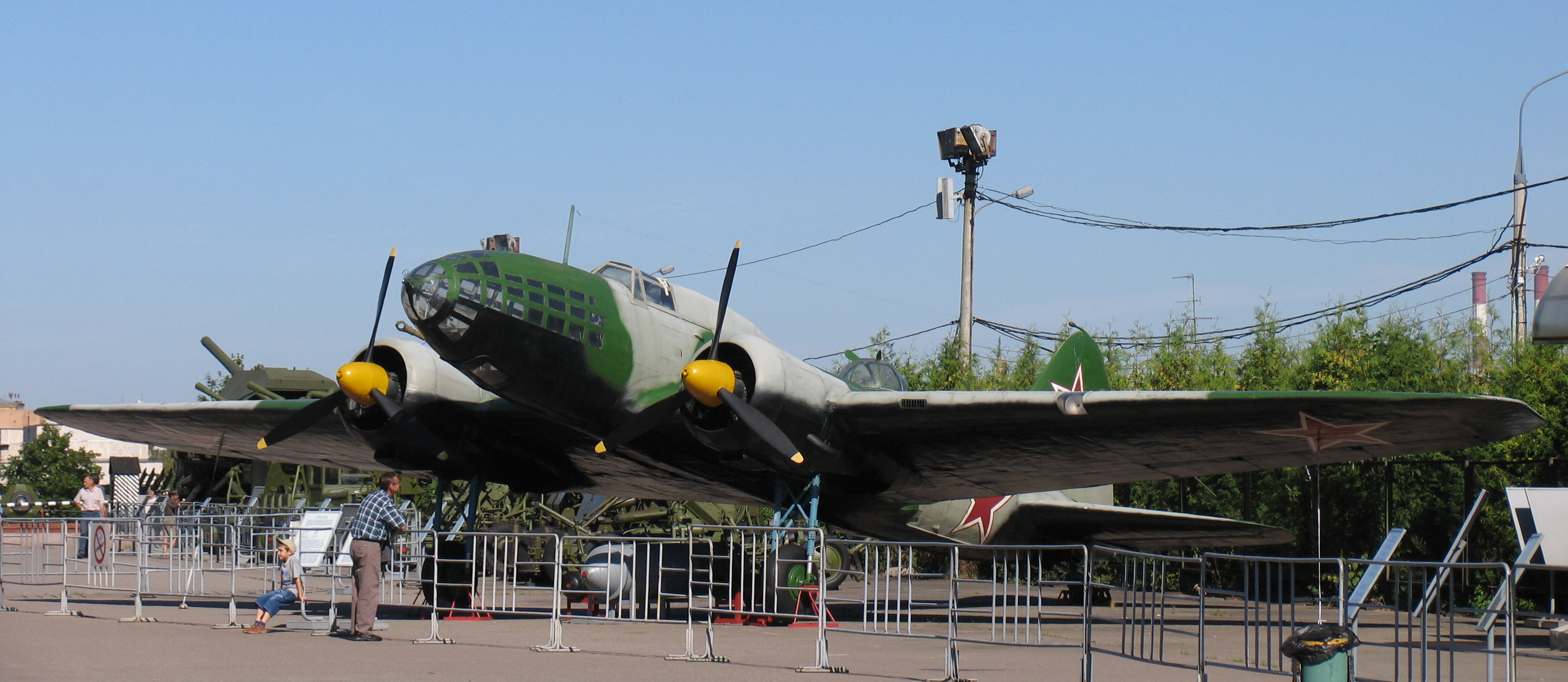
Il-4 em Moscou

Este peso extra não foi compensado pelos novos motores o que tornou aeronave mais lenta do que as versões anteriores, chegando apenas aos 404 km/h. Uma tentativa de melhorar o desempenho, resultou no Il-6, ao adicionar grandes motores a diesel e armamento mais pesado. Os motores provaram ser pouco fiáveis e a produção nunca foi iniciada. O Il-4 permaneceu em produção até 1944, quando pouco mais de 5.200 unidades tinham sido construídas.

## Histórico operacional
- União Soviética

Embora o Il-4 fosse apenas um bombardeiro médio, ele teve alcance suficiente para ser usado em missões estratégicas. O uso dos bombardeiros Il-4 neste papel não foi uma prioridade para a VVS, mas, no entanto, o Il-4 foi usado em vários ataques de bombardeamento de longo alcance contra Berlim , em 1941. Mais seria usado em missões com alcances mais reduzidos, muitas vezes, a adição de mais  1.000 kg (2,204 lb) de bombas sob as asas, além interna de 2.500 kg (5,512 lb), cortava bastante o alcance original.
- Finlândia

Finlândia comprou quatro DB-3Fs capturados pelos alemão. Estes foram dados à Força Aérea finlandesa com os números de serie de DF-22 a DF-25 e voou de Bryansk, da Rússia para a Finlândia (uma aeronave, DF-22, foi destruída em rota e caiu perto do aeródromo Syeschtschinskaya). As aeronaves foram posteriormente para o esquadrão Nº 48 durante 1943 (DF-23, DF-24 e DF-25), assim como para o esquadrão Nº 46 durante 1944 (DF-23 e DF-24) e o para esquadrão N.º 45 por um curto período de tempo, em 1945 (DF-23), até que o último avião funcional, a aeronave entrou para depósito em 23 de Fevereiro de 1945. Após a guerra, DF-25 foi perdido em uma tempestade de neve, aterrou sobre o gelo e embateu na floresta Öja perto da cidade de Kokkola. A maioria das peças da aeronave foram resgatados e levados para um depósito.

## Operadores

A Il-4 (1942)

Taiwan
- Força Aérea da china nacionalista força de 24 aviões

 Finlândia
- Força Aérea finlandesa 11 aeronaves do tipo DB-3M e quatro aeronaves do tipo DB-3F (Il-4)

 Germany
- Luftwaffe

 União Soviética
- Força Aérea Soviética

Regimentos em 1945-46:
10 Guardas Bombardeiro Regimento de Aviação
290th Bombardeiro Regimento de Aviação
303rd Bombardeiro Regimento de Aviação (Zavitinsk, Oblast de Amur)
442nd Bombardeiro Regimento de Aviação (Belogorsk, Oblast de Amur)com a Il-4
outros regimentos
- Soviética Da Aviação Naval